# 小山政長
小山 政長（おやま まさなが、生没年不詳）は、室町時代から戦国時代の武将。小山氏の当主。初名は政昭。七郎、右京大夫。

## 生涯
明応7年（1498年）、小山成長の子として生まれる。第2代古河公方・足利政氏より偏諱を賜い、政長と名乗る。
永正7年（1510年）、足利政氏・高基父子が対立し、関東諸侯も二派に分かれて抗争した。小山氏も、父・成長が小山祇園城に政氏を迎えるなど政氏派の主力となって活動した。永正11年（1514年）には佐竹義舜・岩城由隆らと共に宇都宮忠綱を攻撃したが、宇都宮成綱、結城政朝らに敗れ、政氏方は次第に劣勢になる。
永正13年（1516年）、小山氏が政氏方から高基方に転じた。政氏は祇園城を追われ、隠居を余儀なくされる。この背景には、政長と父・成長の間に意見の対立があり、政長の主張から高基方に転じたと推測される。この頃から政長が小山氏の実権を握り、成長は出家する。
小山家内部にあっては、父・成長の湯治の便宜をはかったり、自身と妻子、被官の大厄を払うため、伊勢神宮に願文を捧げるなどの活動がみられる。
享禄元年（1528年）9月には、自身の連歌付句の批評を、清原宣賢を介して京都の公家・三条西実隆に依頼した。また、常陸国真壁城城主・真壁氏宛てに、京都での連歌の会などについて書き送っている。
政長は、永正半ばから享禄頃（1510年〜1531年代）にかけて活動し、30歳前半くらいで死去したとみられる。法名は、大雄存悦（「小山系図」）。

## 後継について
「小山系図」や「結城系図」では、政長の跡を継いだのは、結城政朝の二男・高朝となっている。
佐藤博信によると、政長の子の世代に、高朝とは明確に区別される小山小四郎が存在する（「小山氏代替り考」）。大永8年（1528年）の政長の願文によれば、政長は当時30歳で、7歳と6歳の娘がいたが、男子はいなかった。その後、享禄2年（1529年）から天文3年（1534年）頃の、足利高基と晴氏の書状では、小四郎が家督を継いでいることが確認される。
佐藤は、（1）小四郎が、政長の婿養子として小山氏に入ったこと、（2）成長 - 政長と山川氏系の当主が続いていることなどから、小四郎は山川氏出身である可能性が高いこと、を指摘している。
また、同時期に、古河公方家内（足利高基・晴氏父子）で対立が始まったことが、小山氏にも影響を与えたと推測される。政長の後、家督を継いだ小四郎は、高基を支援する立場をとった。享禄と天文の交わりの頃、高基・晴氏間で合戦になった際、高基は小四郎に書状を送り、協力を依頼している。
その合戦から約半月後、高基と晴氏の間で和睦が成立し、高基が隠居し、晴氏が古河公方となった。小山氏においても、高基派の小四郎が隠居を余儀なくされ、高朝が跡を継いだ。